# Macrobiotus polaris
Macrobiotus polaris är en djurart som tillhör fylumet trögkrypare, och som beskrevs av Murray 1910. Macrobiotus polaris ingår i släktet Macrobiotus och familjen Macrobiotidae. Inga underarter finns listade i Catalogue of Life.